# アベレイジ
『アベレイジ』は、2008年にフジテレビで放送された、テレビドラマ。2008年3月29日の1:05 - 2:05（28日深夜）に『アベレイジ』が放送され、同年10月11日の1:05 - 2:05（10日深夜）には、続編として『アベレイジ2』が放送された。番組はBARとドラマ部分で構成されている。BARは、バーテンダーと2人の常連客とのやりとりをショートドラマの導入・接続部分で展開する。ドラマは、「平均（average）」をテーマに、世の中の様々なエピソードを短編で綴るオムニバス形式である。TOKYO FMで放送されているラジオドラマ『NISSAN あ、安部礼司〜BEYOND THE AVERAGE』を原案としている。

## 出演

### アベレイジ

#### BAR
- 常連客・駿河と学:笑福亭鶴瓶（1人2役）
- バーテンダー:平岡祐太

#### 「被る男」
- 安部礼司:劇団ひとり
- 宇宙人:吉高由里子
- 安部の同僚:有山尚宏
- ミチコ:三浦まゆ
- 安部の上司（課長）:松永玲子
- 安部の上司（部長）松尾貴史

#### 「不倫女の週末」
- 三井優子:国仲涼子
- 優子の不倫相手:甲本雅裕
- 加奈子:平岩紙
- 加奈子の不倫相手:奥田達士
- 奥田恵梨華

#### 「売り切れの憂鬱」
- 店員:片瀬那奈
- 男客（1）:山下敦弘（映画監督）
- 男客（2）:向井康介（脚本家）
- 女客（1）:小松彩夏
- 女客（2）:阿南敦子
- 女客（3）:つつみかよこ
- 男客（3）:森下能幸
- 男客（4）:忍成修吾
- 女客（4）:矢口真里
- 男客（5）:新井浩文
- 女客（5）:吉高由里子
- 男客（6）:田中要次
- 女客（6）:斉藤舞子（フジテレビアナウンサー）

#### 「男子と女子の目の付け所の話」
- A男:音尾琢真（TEAM NACS）
- B男:戸次重幸（TEAM NACS）
- C男:安田顕（TEAM NACS）
- A子:松岡璃奈子
- B子:江口のりこ
- C子:佐藤めぐみ

### アベレイジ2

#### BAR
- 常連客・駿河と学:笑福亭鶴瓶（1人2役）
- バーテンダー:平岡祐太

#### 「常識的な範囲」
- 劇団ひとり
- 三浦まゆ
- 有山尚宏
- 大根田良樹
- 谷戸亮太
- 森下能幸
- ト字たかお
- 安めぐみ
- 佐藤里佳（フジテレビアナウンサー）
- 松永玲子
- 松尾貴史

#### 「立ち食い蕎麦屋の女」
- 店員:片瀬那奈
- 客（1）:森下能幸
- 客（2）:名越康文
- 客（3）（タクシー運転手）:忍成修吾
- 客（4）:野久保直樹
- 月見うどんの男:新井浩文
- 月見うどんの女:平岩紙

#### 「関係者の憂鬱」
- 貫地谷しほり
- 戸次重幸（TEAM NACS）
- 音尾琢真（TEAM NACS）
- 奥田達士
- 野間口徹
- 落合ひとみ
- つつみかよこ
- 西ノ園達大
- 中島愛子
- 浅野和之
- 松嶋尚美（オセロ）

#### 「サプライズの憂鬱」
- A子:市川実和子
- B子:吉高由里子
- A男:大橋智和
- B男:越村友一
- C男:奥田達士
- C子:平岩紙
- D男:新井浩文
- 矢口マリコ:矢口真里
- ライター:松岡璃奈子
- 編集者:阿南敦子
- 店員（1）:山田親太朗
- 店員（2）:江口のりこ

## スタッフ
- 原案:『NISSAN あ、安部礼司〜BEYOND THE AVERAGE』
- 演出:タカハタ秀太
- 脚本:タカハタ秀太、村上大樹（1のみ）、土屋亮一（1のみ）
- 構成:都築浩
- プロデュース:牧野正、古郡真也
- 制作・著作:フジテレビ